# Zooropa
Zooropa  é o oitavo álbum de estúdio da banda irlandesa U2. Produzido por Flood, Brian Eno e The Edge, foi lançado em 5 de julho de 1993 pela Island Records. Inspirado nas experiências vividas pela banda durante a Zoo TV Tour, Zooropa explorou muitos dos temas sobre tecnologia e supersaturação da mídia incorporados na turnê. O disco foi uma continuação das experimentações do grupo com o rock alternativo, EDM e efeitos sonoros eletrônicos que haviam começado com seu álbum anterior, Achtung Baby (1991).
A banda começou a escrever e gravar Zooropa em Dublin, em fevereiro de 1993, durante uma parada de seis meses entre as etapas da Zoo TV Tour. O projeto foi originalmente pensado para ser um extended play (EP) para promover "Zooropa", parte da turnê que estava para começar em maio de 1993, mas durante as sessões, o grupo decidiu lançá-lo como um álbum de estúdio. Pressionado pelo tempo, o U2 escreveu e gravou em um ritmo muito rápido, com canções provenientes de muitas fontes. O álbum não foi concluído a tempo para a retomada da turnê, forçando a banda a viajar entre Dublin e seus destinos de shows em maio, para completar a mixagem e gravação do disco.
Zooropa recebeu comentários favoráveis da crítica em geral. Apesar de nenhum dos seus três singles — "Numb", "Stay (Faraway, So Close!)" e "Lemon" — terem sido grandes sucessos mundialmente, o disco vendeu bem na ocasião do lançamento e alcançou o primeiro lugar em paradas de vários países. O tempo de permanência do álbum nas paradas musicais e as vendas de 7 milhões de cópias, no entanto, foram mais fracos em relação a Achtung Baby. Em 1994, Zooropa ganhou um Grammy Award por "Melhor álbum de música alternativa". Embora o disco tenha sido um sucesso e visualizado por jornalistas musicais como o álbum mais criativo do grupo, a banda o observa com uma mistura de sentimentos.

## Antecedentes

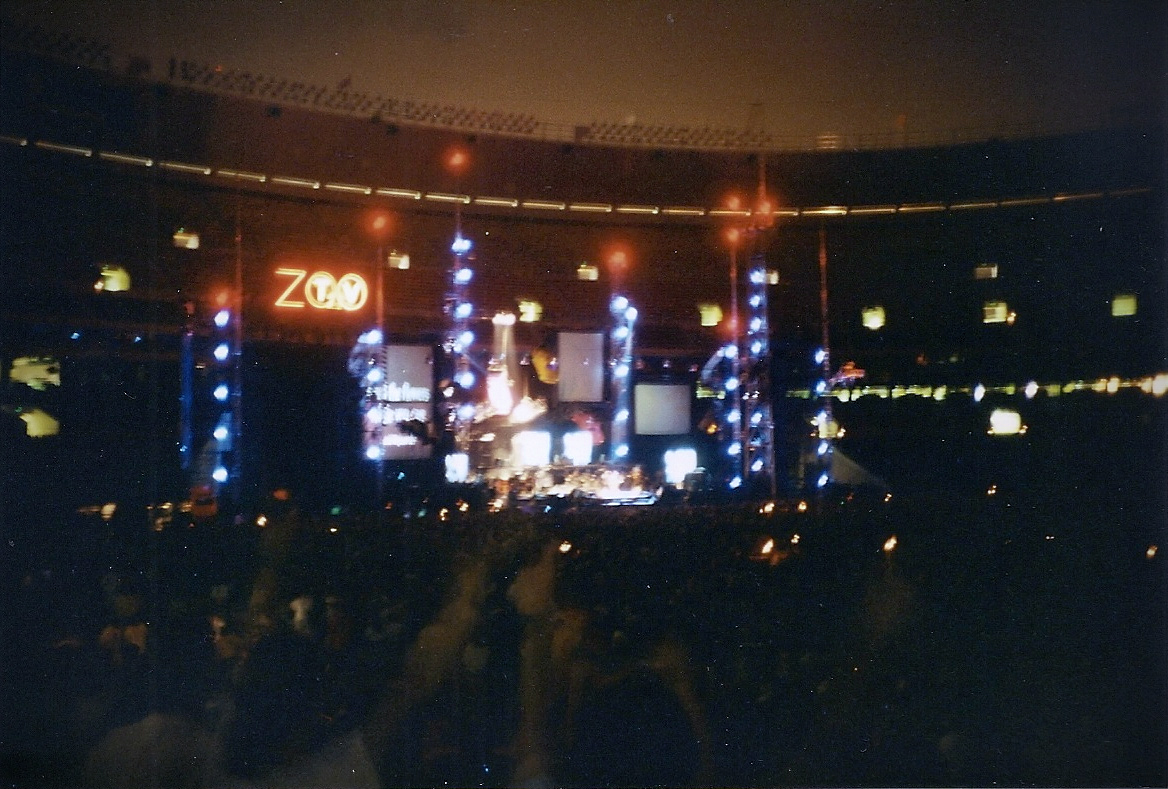
Zooropa foi inspirado pela intensa multimídia durante a Zoo TV Tour

Em 1991, o U2 lançou seu sétimo álbum de estúdio Achtung Baby (1991). O disco foi uma reinvenção musical para o grupo, incorporando influências de rock alternativo, música industrial e EDM em seu som, recebendo críticas favoráveis. O álbum foi promovido pela turnê Zoo TV Tour, em 1992.E Ela foi um evento multimídia que satirizou a televisão e o excesso de estimulação do público, tentando provocar uma "sobrecarga sensorial" em sua audiência. A banda terminou 1992 como um de seus anos mais bem sucedidos, com mais de 2.9 milhões de bilhetes vendidos para os concertos e atingindo 10 milhões de cópias vendidas para Acthung Baby. Foram 70 shows na América do Norte, arrecadando mais de 67 milhões de dólares, um montante facilmente mais elevado do que qualquer outro artista em turnê em 1992.
O grupo concluiu a etapa da turnê americana "Outside Broadcast", em 25 de novembro de 1992, deixando os membros com uma pausa de seis meses antes de retomar a turnê na Europa em maio de 1993, com a etapa intitulada "Zooropa". Ao invés de usar o tempo para descansar, o vocalista Bono e o guitarrista The Edge estavam ansiosos para gravar um novo material. Após um ano agitado em turnê, os dois não queriam voltar para a vida doméstica. Bono disse: "Nós pensamos que pudéssemos viver uma vida normal e, em seguida, voltar para a estrada [em maio de 1993]. Mas acontece que todo o seu modo de pensar, todo o seu corpo esteve voltado para a loucura da Zoo Tv... Então decidimos colocar a loucura em um disco. A cabeça de todo mundo estava girando, então pensamos, por que não continuar assim...?". The Edge também queria distrair-se da emoção que estava sentindo após a separação de sua esposa durante as sessões de Achtung Baby em 1991. Os outros integrantes, o baixista Adam Clayton e o baterista Larry Mullen Jr., finalmente concordaram em se juntar a eles para a gravação.

## Gravação e produção
Após ter sido o encarregado da engenharia de áudio na gravação de Achtung Baby, Robbie Adams foi convidado pelo U2 para gerenciar a mixagem de som na Zoo TV Tour. Adams gravou também as passagens de som da turnê. Em janeiro de 1993, a banda pediu-lhe para compilar essas gravações e criar loops de partes interessantes que poderiam tocar em estúdio. Após Adams passar algumas semanas montando loops, em fevereiro, o grupo entrou no The Factory em Dublin para começar a compor demos. Bono e Edge estavam mais envolvidos durante este processo inicial, que durou seis semanas. A empresa de serviços de áudio Audio Engineering instalou equipamentos de gravação no estúdio que incluíam um console de mixagem Soundcraft 6000, um gravador multicanal Otari MTR100 e quatro módulos de console Neve. A empresa também forneceu equipamentos externos como um 1176 Peak Limiter UREI, um sintetizador subharmônico dbx 120X-DS, dois compressores Summit e dois LA, um equalizador Focusrite 115HD, uma unidade multi-efeitos Yamaha SPX1000, unidades de reverberação Lexicon PCM-70 e AMS RMX-16 e monitores de áudio Yamaha NS-10 e EGV.

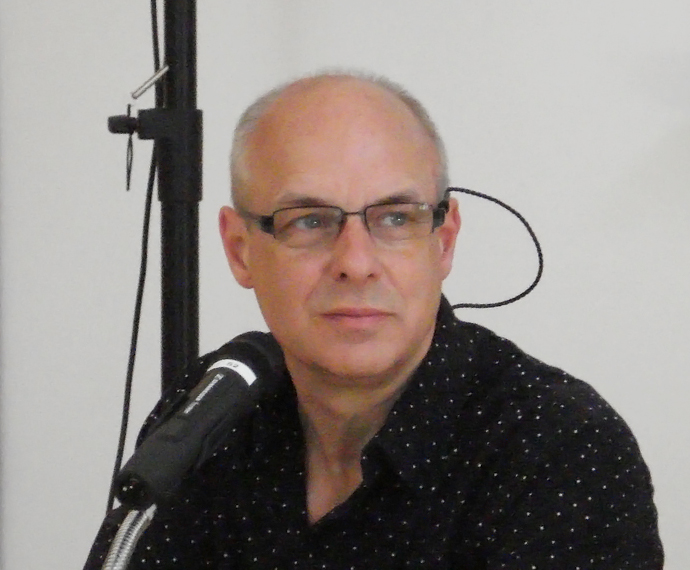
O co-produtor de Zooropa Brian Eno (na foto em 2008) produziu três dos álbuns anteriores do U2

O grupo trouxe Brian Eno e seu auxiliar Mark "Flood" Ellis, que haviam trabalhado em Achtung Baby, para produzir as sessões; o colaborador de longa data de Eno, Daniel Lanois, estava ocupado promovendo seu álbum solo e não estava disponível. Semelhante às sessões de Achtung Baby, Eno trabalhou em turnos de duas semanas. O grupo dava-lhe frequentemente canções em progresso para que ele as ajustasse e adicionasse sua própria personalidade. Inicialmente, a banda não tinha um plano claro de como iria lançar o material das sessões. Na época, Clayton disse: "Eu não sei se o que estamos fazendo aqui é o próximo álbum do U2 ou um monte de esboços que em dois anos vai virar as demos para o próximo álbum do U2". The Edge propôs fazer do novo material um extended play (EP) para promover a próxima etapa da turnê, com talvez quatro músicas novas para a próxima fase da turnê, destinadas aos fãs.
Logo após as sessões começarem, Bono incentivou a banda a trabalhar em um álbum completo. The Edge ficou inicialmente hesitante, mas viu a oportunidade como um desafio para gravar um álbum rapidamente antes de voltar à estrada e provar que a banda não tinha se deteriorado pelo luxo de ter tempo amplo de gravação. Além disso, Bono e o empresário da banda, Paul McGuinness, haviam discutido a possibilidade de lançar um álbum atrás do outro desde o início das sessões de Achtung Baby. No início de março, a banda chegou a um consenso de que seu novo material deveria ser usado para um álbum de estúdio. Assim como eles fizeram para as sessões de Achtung Baby, a banda dividiu o trabalho entre dois estúdios de uma só vez; Adams operou um console de mixagem Soundtracs no The Factory, enquanto Flood utilizava um console SSL no novo Windmill Lane Studios.
Devido ao limite de tempo, o U2 foi forçado a escrever e gravar as músicas em ritmo mais rápido. Eles continuaram sua prática de longa data de fazer sessões de improvisação no estúdio. Eno usou um quadro negro para dar instruções e sugestões para a banda enquanto enquanto eles improvisavam; ele apontou para acordes e deu vários comandos, tais como "segure", "pare", "mude" e "volte", para dirigir suas performances. Flood gravava o material, enquanto Eno alternava entre tocar com o U2 e juntar-se a Flood na sala de controle. No fim de cada semana, os dois comparavam suas notas e compilavam as melhores faixas da semana em uma fita cassete para a banda ouvir. Os produtores editavam juntos suas seções favoritas das improvisações e depois discutiam os arranjos com o grupo. O U2 sugeria alterações e acrescentava letras e melodias, antes de executar os arranjos editados. Para gravar todo o material da banda e testar arranjos diferentes, os engenheiros utilizaram uma técnica que chamaram de "engorda", o que lhes permitiu alcançar mais de 48 faixas de áudio usando 24 canais de gravação analógica, um gravador DAT Fostex D20 e um sincronizador Adams Smith Zeta Three; Adams passou por 180 fitas DAT de duas horas durante as sessões de gravação. A equipe de produção enfrentou problemas com vazamento de áudio no Factory, pois todos os membros do grupo gravavam na mesma sala da mesa de mixagem e Bono frequentemente cantava letras em progresso que precisavam ser substituídas. Gobos e cabines de madeira foram construídas para separar o quanto possível o som dos membros da banda.

"Algumas das ideias que começaram com Achtung Baby começaram a entrar em foco na turnê enquanto nós brincávamos com o novo palco, as telas de TV, todo o conceito de uma estação de TV na estrada. Descobrimos o que ele poderia fazer e então nós começamos a brincar com as imagens e as ideias que estavam no ar, adquiridas a partir do mundo da publicidade, CNN, MTV e assim por diante. Tocou em nossos corações e a música que saiu em Zooropa foi muito influenciada pela turnê. Normalmente é o contrário, você faz um álbum e depois você cai na estrada e você está tirando do álbum para sua inspiração".

— The Edge
As canções originaram e foram inspiradas a partir de uma variedade de fontes. "Zooropa" foi o resultado da combinação de duas músicas juntas, uma das quais a banda descobriu após revisitar uma gravação da passagem de som da turnê. O verso da melodia de "Stay (Faraway, So Close!)" e um instrumental de apoio da faixa que se tornou "Numb" eram originalmente das sessões de Achtung Baby. "Babyface", "Dirty Day", "Lemon" e "The Wanderer" foram escritas durante as sessões de Zooropa. O cantor de música country Johnny Cash gravou vocais para "The Wanderer", durante uma visita a Dublin, e apesar de Bono ter gravado a canção em sua própria voz, ele preferiu a versão de Cash. A equipe de produção e a banda debateram qual versão seria incluída no álbum. Ao longo das sessões, o grupo estavam indeciso em um estilo musical unificado para o lançamento, e como resultado, eles mantiveram três potenciais listas de músicas — uma com as melhores canções, uma com canções "vibes", e uma para álbum de trilha sonora. Bono sugeriu juntar os melhores segmentos de músicas em uma só lista.
Em maio, enquanto a etapa "Zooropa" da turnê se aproximava, o U2 continuou a gravar e ao mesmo tempo ensaiando para a turnê. Seu limite de tempo impediu de trabalhar em arranjos ao vivo para qualquer uma das novas canções. Apesar do ritmo rápido das sessões, o álbum não foi concluído no momento em que tiveram que retomar a turnê. Além disso, Flood e Eno tinham que começar a trabalhar em outros projetos. The Edge lembra que todos diziam ao grupo: "Bem, é um EP. Vocês foram bem, mas é necessário mais trabalho para terminar algumas dessas canções". No entanto, a banda não queria arquivar o projeto, pois achavam que eles estavam em um "rolo criativo" e que eles estariam em um estado de espírito completamente diferente se voltassem a analisar o material depois de seis meses.
O solução do grupo foi voar continuamente de volta para Dublin depois dos shows de maio para terminar a gravação e mixagem durante a noite e durante os dias de folga, antes de retornar para visitar seus destinos. Clayton chamou o processo de "a coisa mais maluca que você pode fazer para si mesmo", enquanto Mullen disse: "Foi uma loucura, mas foi uma loucura boa, oposto à loucura ruim". McGuinness disse mais tarde que a banda quase "se destruiu" durante o processo. O grupo simultaneamente utilizou três salas separadas em Windmill Lane para mixagem, overdub, e edição de som. Adams disse que o ritmo agitado significava que "nunca houve ninguém sentado à espera ou não fazendo nada", enquanto Flood chamou o período de "loucura absoluta". Evitando consoles de automação, os engenheiros aprovaram uma atitude de "performance ao vivo" para realizar a mixagem, com base em experiências passadas por Lanois. A banda e sua produção de mixagem se encorajaram, criando, como Adams afirmou, "uma coisa tipo líder de torcida. Tudo induz uma energia nervosa em você e cria uma grande pressão, e dá a coisa toda um sentimento de performance".
Nas últimas semanas, a banda decidiu excluir as músicas rock tradicionais e canções levadas por guitarra que haviam escrito em favor de um "álbum de pop desarticulado e experimental". The Edge recebeu um crédito de produção — seu primeiro em um disco do U2 — para o nível extra de responsabilidade que ele assumiu para o álbum. Vinte músicas foram gravadas durante as sessões, mas no final dez foram escolhidas. Uma faixa que ficou fora do disco foi "In Cold Blood", que contou com letras sombrias escritas por Bono em relação à Guerra da Bósnia. Outras faixas que ficaram de fora do álbum foram "Hold Me, Thrill Me, Kiss Me, Kill Me", lançada como single da trilha sonora do filme Batman Forever (1995), "If God Will Send His Angels", "Last Night on Earth", "If You Wear That Velvet Dress" e "Wake Up Dead Man", incluídas no álbum de estúdio seguinte da banda, Pop (1997).

## Composição

### Música
Com uma estética musical ainda mais "europeia" do que o álbum de estúdio anterior Achtung Baby, Zooropa marca um maior distanciamento do som de raízes americanas feito pelo grupo no final dos anos 1980. De forma semelhante a qual a banda abraçou a tecnologia na Zoo TV Tour, eles utilizaram a tecnologia como um recurso musical em uma maior dimensão em Zooropa. O disco exibe influências adicionais de rock alternativo, EDM e música industrial — é mais sintetizado que as obras anteriores da banda, com vários efeitos sonoros, loops de áudio e utilização de sintetizadores. Além de The Edge tocar o instrumento, Brian Eno contribuiu com o sintetizador em seis faixas.
A forma de The Edge tocar a guitarra em Zooropa marca uma mudança em relação ao seu estilo de assinatura, com destaque para uma maior dependência de efeitos de guitarra e a redução da ênfase em guitarras nas canções. A música dançante "Lemon", chamada de "disco alemã da era espacial", por Stephen Thomas Erlewine da AllMusic, apresenta uma parte com efeito gated de guitarra. A distorcida "Daddy's Gonna Pay For Your Crashed Car" foi descrita por Bono como "blues industrial". A instrumentação da música de encerramento, "The Wanderer", consiste principalmente em uma linha de baixo sintetizada e foi descrita pelo grupo como semelhante à "banda do Holiday Inn do inferno". A canção foi sequenciada como a faixa final porque o U2 queria encerrar o álbum com uma "piada musical".
Semelhante à forma como a Zoo TV Tour exibiu amostras de vídeos em televisores, uma série de canções de Zooropa segue esse conceito tecnológico em amostras de áudio. A introdução da faixa-título, "Zooropa", contém uma colagem barulhenta de indecifráveis vozes humanas a partir de sinais de rádios — creditadas ao "mundo da publicidade" — tocado sobre acordes de sintetizador sustentados. A canção "Numb" apresenta um fundo ruidoso de ruídos rítmicos criado com amostras, incluindo "sons de fliperama", um Walkman rebobinando e um menino da Juventude Hitlerista batendo em uma bateria no filme de propaganda de 1935 Triumph of the Will. "Daddy's Gonna Pay For Your Crashed Car" começa com um trecho de fanfarra de Lenin's Favourite Songs e amostras da canção "The City Sleeps" de MC 900 Ft. Jesus.
Os vocais em Zooropa marcam uma distância ainda maior do estilo anterior do U2. Durante o registro, Bono, como Jon Pareles do The New York Times descreve, "subestima sua capacidade pulmonar", em contraste com seu timbre exaltado de trabalhos anteriores. Além disso, em músicas como "Lemon" e "Numb", Bono canta em falsete, o que ele chama de "voz de mulher gorda". Duas faixas incluem outras pessoas nos vocais: em "Numb", The Edge fornece os vocais principais sob a forma de uma lista de "nãos"; para a música de encerramento "The Wanderer", o cantor country Johnny Cash canta os vocais principais, justapondo a natureza eletrônica da música com sua voz abatida.

### Letras
Bono é creditado como o único letrista de oito das dez canções, enquanto Edge recebeu crédito para "Numb". A dupla recebe os créditos de letras de "Dirty Day". Tecnologia é um tema comum em Zooropa, inspirado pelas experiências do grupo na Zoo TV Tour. Jon Pareles do The New York Times escreveu que as músicas são sobre como "as mensagens da mídia infectam as almas dos indivíduos", enquanto que o jornalista David Browne da Entertainment Weekly disse que as faixas lidavam com a "fratura emocional na idade do techno-tronic". O crítico Robert Hilburn do Los Angeles Times interpretou o álbum ao que a banda via como a "desilusão da época moderna".
"Zooropa" foi situada entre sinais néon de uma iluminada cidade futurista. Na introdução música, vozes de fundo perguntam: "O que você quer?". Em resposta à pergunta, os três primeiros versos consistem de vários slogans publicitários, incluindo "Better by design", "Be All That You Can Be", e "Vorsprung durch technik". O crítico Parry Gettelman do Orlando Sentinel interpretou essas linhas como "significar o vazio da vida moderna, sem um deus". Na segunda metade da música, o tema da confusão moral e a incerteza se fazem presentes nas letras restantes, particularmente nas linhas "Eu não tenho bússola / Eu não tenho mapa". "Babyface" é sobre um homem praticando seu amor obsessivo por uma celebridade por meio da manipulação de sua imagem em uma gravação de TV. "Lemon", inspirado por um vídeo antigo da falecida mãe de Bono em um vestido cor de limão, descreve as tentativas de um homem de preservar o tempo através da tecnologia. Isto se reflete em frases como "Um homem faz uma foto / Um imagem em movimento / Através da luz projetada ele pode se ver de perto". A letra de "Numb" é uma série de comandos de "nãos", em meio a um cenário de sons ruidosos. The Edge afirmou que a canção foi inspirada por um dos temas da Zoo TV, "aquela sensação de que você estava sendo bombardeado por tanta coisa que realmente você estava encontrando-se desligado e incapaz de responder porque havia muitas imagens e informações sendo jogadas em você".
Em contraste com as letras inspiradas pela tecnologia de muitas músicas, outras tinham mais temas mais domésticos. "The First Time" é a interpretação de Bono da história do filho pródigo, mas em sua versão, o filho decide não voltar para casa. Do mesmo modo, "Dirty Day" foi escrita sobre uma personagem que abandona sua família, e anos mais tarde, retorna ao encontro de seu filho. Muitas das linhas da faixa são tiradas de frases que o pai de Bono comumente utilizava, tais como "nenhum sangue é mais espesso que tinta" e "não vai durar o tempo de um beijo". "Stay (Faraway, So Close!)" é uma canção de amor escrita para uma mulher abusada. Bono baseou a letra de "The Wanderer" no livro de Eclesiastes do Antigo Testamento, e ele modelou o personagem da música inspirado pelo narrador do livro, "The Preacher". Na música, o narrador vagueia por um mundo pós-apocalíptico "em busca de experiência", demonstrando todas as facetas da cultura humana e com a esperança de encontrar sentido na vida. Bono descreveu a canção como um "antídoto para o manifesto de insegurança de Zooropa", e ele acredita que ela apresenta uma possível solução para a incerteza expressa anteriormente no álbum.

## Capa, encarte e título
A capa foi desenhada pela Works Associates of Dublin, sob a direção de Steve Averill, que havia criado a maioria das capas dos álbuns do U2. Brian Williams foi o desenhador gráfico e criou as imagens digitais e layout. Inspirada pelas "imagens eletrônicas de TV altamente carregadas em todas as suas cores saturadas e efervescência", a Works Associates concebeu uma "espécie de bandeira eletrônica" para Zooropa. A capa apresenta um esboço do círculo de estrelas da bandeira da Europa com um astronauta no centro da imagem. A ilustração, criada por Shaughn McGrath, foi uma alteração do "graffiti babyface" de Charlie Whisker que estava originalmente na capa de Achtung Baby. O desenho da capa tinha a intenção de representar uma lenda urbana de um cosmonauta soviético deixado flutuando em órbita por várias semanas após o colapso da União Soviética. No fundo há uma montagem de imagens tremidas, semelhante ao arranjo de imagens em Achtung Baby. As imagens incluem fotos do rosto e boca de uma mulher, bem como fotografias de líderes europeus, incluindo Lenin, Benito Mussolini e Nicolae Ceauşescu. Essas imagens são obscurecidas por um texto roxo distorcido compreendendo os nomes das músicas planejadas para o registro que foram fornecidas à Works Associates durante o processo de design da capa. No entanto, a lista de faixas do álbum foi eventualmente alterada e os títulos de várias canções retidas do álbum foram acidentalmente deixados na imagem da capa; as canções incluem "Wake Up Dead Man", "Hold Me, Thrill Me, Kiss Me, Kill Me" e "If You Wear That Velvet Dress". O autor Višnja Cogan interpretou este texto como dando impressão de um "véu rasgado".
Zooropa foi nomeado como uma referência à etapa "Zooropa" da Zoo TV Tour, que começou em maio de 1993, quando a banda completou o álbum. O nome é uma junção de "zoológico" (da Zoo TV Tour e "Zoo Station") e "Europa". Uma das propostas de títulos foi Squeaky.

## Lançamento
Zooropa concluiu as obrigações contratuais do U2 com a gravadora Island Records e com a PolyGram, multinacional que comprou a Island em 1989. Embora o grupo estivesse livre para assinar contrato com outra editora, a sua forte relação com o seu fundador, Chris Blackwell, levou a banda a permanecer com a Island/Polygram, assinando um contrato de longo prazo, de seis anos. O jornal Los Angeles Times estimou que o U2 havia recebido 60 milhões pelo novo contrato, tornando-se a banda de rock mais bem paga de todos os tempos. Na época, o grupo era conhecedor de várias tecnologias emergentes que impactaram potencialmente a entrega e transmissão da música para seus consumidores nos anos seguintes. O autor Bill Flanagan especulou: "As lojas de discos poderiam se tornar obsoletas, pois a música poderá ser entregue por cabos, fios telefônicos ou transmissões via satélite diretamente para as casas dos consumidores". Com a incerteza sobre o futuro dessas tecnologias e as implicações de fusões entre companhias de entretenimento e telecomunicações, o grupo negociou com a Island que a divisão de seus ganhos a partir de sistemas de transmissão no futuro seria flexível e decidida em um momento relevante. A banda brincou com a ideia de lançar Zooropa em forma de áudio e vídeo, e não em formato físico convencional, porém, o prazo imposto pela Zoo TV Tour impediu a banda de materializar essa ideia.
A entrega do álbum no final de maio pegou a Polygram um pouco de surpresa, pois não esperava um novo álbum do grupo em dois anos após o lançamento do álbum anterior. Com Achtung Baby, a Polygram teve cerca de seis meses para comercializar o registro e planejar sua estratégia de lançamento, mas a conclusão súbita de Zooropa necessitou de um plano promocional mais rápido. O presidente e CEO da Polygram, Rick Dobbis, explicou: "Para o último disco, nós nos preparamos por seis meses. Foi como uma maratona. Mas isto é como uma corrida, e é esse o espírito com o qual ele foi feito. A banda está muito animada com ele, eles correram para completar o álbum antes da ... turnê. Queremos trazê-lo para a rua com o mesmo espírito". O marketing da Island/Polygram e U2 para Zooropa foi concebido para se concentrar menos em singles e mais sobre o registro como um todo, e, em última análise, apenas três foram lançados, em comparação com Achtung Baby, que teve cinco singles. Zooropa foi lançado em 5 de julho de 1993, durante a etapa de mesmo nome.

### Singles
O primeiro single, "Numb", foi lançado em junho de 1993, exclusivamente em VHS como single em vídeo. Seu videoclipe foi dirigido por Kevin Godley. A canção alcançou a posição de número sete na Austrália e de número nove no Canadá, alcançando também a segunda posição na tabela Alternative Songs dos Estados Unidos. No entanto, a canção não conseguiu pontuar nas paradas de singles do Reino Unido. Dois outros singles comerciais foram lançados do álbum. "Lemon" recebeu um lançamento comercial limitado na América do Norte, Austrália e Japão em setembro de 1993. A faixa alcançou a posição de número seis na Austrália, e de número três na tabela Alternative Songs. O último single comercial a ser lançado do álbum foi "Stay (Faraway, So Close!)", em 22 de novembro de 1993. Foi o single mais bem sucedido do álbum, alcançando o topo das paradas na Irlanda, e a posição de número cinco na Austrália, número seis na Nova Zelândia, número quatro no Reino Unido, e número 61 nos Estados Unidos — tornando-se o único single a entrar nas tabelas dos dois últimos países mencionados. "Zooropa" foi lançado como um single promocional no México e nos Estados Unidos.

## Recepção da crítica
| Críticas profissionais | Críticas profissionais |
| Avaliações da crítica  | Avaliações da crítica  |
| Fonte                  | Avaliação              |
| ---------------------- | ---------------------- |
| AllMusic               | [ 34 ]                 |
| Chicago Sun-Times      | [ 69 ]                 |
| Entertainment Weekly   | A                      |
| Robert Christgau       | B-                     |
| Los Angeles Times      | [ 40 ]                 |
| The New Zealand Herald | [ 71 ]                 |
| Orlando Sentinel       | [ 33 ]                 |
| Pitchfork              | 8.4                    |
| Q                      | [ 73 ]                 |
| Rolling Stone          | [ 1 ]                  |

Zooropa recebeu análises favoráveis de críticos musicais. Anthony DeCurtis da Rolling Stone escreveu em sua crítica de quatro estrelas que o álbum era "um ousado, imaginativo coda de Achtung Baby" e que "é variado e vigorosamente experimental, mas seu estado de espírito carregado de anarquia vertiginosa impregnado por um pavor mal reprimido fornece um fio condutor atraente e unificador". Howard Hampton da revista Spin escreveu uma resenha positiva, comentando que o disco "soa muito como uma banda deixando sua pele, tentando se arriscar em diferentes dimensões". A revisão ainda disse que o álbum "tem a sensação de coletividade real", elogiando a coesão dos membros tocando. A análise concluiu dizendo que Zooropa "indica que a banda pode ser digna de qualquer tipo de mutações absurdas que os anos 90 podem jogar no nosso caminho". Jon Pareles do The New York Times elogiou o U2 por ter se transformado e tornado-se "estridente, brincalhão e pronto para chutar seus hábitos antigos". Pareles gostou da sonoridade e efeitos eletrônicos que fez o "som de uma banda franca de quatro homens ... difícil de encontrar", e ele comentou que "as novas canções não parecem destinadas a estádios ... mas para a rádio de fim de noite e escutas privativas por fones de ouvido". Parry Gettelman do jornal Orlando Sentinel deu ao registro a classificação de três de cinco estrelas, comentando: "Embora o U2 tenha focado pesado no som eletrônico da música dance contemporânea, as canções ritmicas de Zooropa são de menos propulsão". A análise diz que a produção de Brian Eno e os adornos eletrônicos fizeram do álbum algo interessante, mas que em última análise, "não há nada de especial nas melodias" e "as músicas não são muito memoráveis".
David Browne da Entertainment Weekly deu um "A" a Zooropa, chamando-o de "atormentado, som espontâneo, e finalmente, álbum divertido". Browne nota que soa "bagunçado" e "desconectado", mas esclareceu que "o sentimento de incoerência é o ponto" no contexto dos temas de tecnologia do álbum. Ele afirmou: "Para um álbum que não era para ser álbum, é um álbum e tanto". Robert Hilburn do Los Angeles Times deu ao disco quatro de uma pontuação máxima quatro estrelas. Em dois artigos distintos, ele disse que "capturou o tom ansioso, e até mesmo paranoico da Zoo TV Tour" de tal modo que "se destaca como o primeiro álbum de turnê que não inclui nenhuma das músicas da turnê", e que soa como uma "lembrança" da Zoo TV. Em uma revisão positiva, Jim Sullivan, do The Boston Globe, chamou o álbum de um "esticamento criativo", notando que a banda experimentou, mas ainda manteve seu som reconhecível. Ele comentou que os "hinos sobre desejo" e o "charme pop óbvio e atraente" do grupo foram substituídos por "ângulos mais escuros, mais interjeições perturbadoras, mais mau humor". Paul Du Noyer da revista Q, deu a Zooropa uma pontuação de quatro de cinco estrelas, encontrando uma "sensação livre de ir com o fluxo" em todo o álbum, chamando-o de "solto e desenraizado, inquieto e instável". Para ele, o U2 soava "monstruosamente bem amarrado como uma banda e fluidamente inventivos como compositores, de forma que os resultados transcendem o meramente experimental".
Baillie Russell do jornal The New Zealand Herald foi mais crítico, observando que o álbum começou como um EP e "ficou apenas mais longo, mas não necessariamente melhor". A publicação chamou-o de "mais desconcertante do que desafiador" e comentou que "soa como a maior banda do mundo tendo uma das maiores e mais estranhas crises de meia-idade. Jim DeRogatis do Chicago Sun-Times deu três e meia de quatro estrelas, chamando-o de "inconsistente", mas admitindo que "é gratificante e surpreendente ouvir uma banda do status do U2 sendo tão divertida, experimental, e completamente estranha". Robert Christgau deu ao álbum um B-, descrevendo-o como "metade [sendo] um álbum de Eno", da mesma forma que eram os álbuns de David Bowie produzidos por ele, Low e Heroes, mas dizendo: "A diferença é que Bowie e Eno estavam mais frescos em 1977 do que Bono e Eno estão hoje". Em uma análise retrospectiva, Stephen Thomas Erlewine do AllMusic disse em sua revisão de quatro estrelas que a "maioria do disco é muito mais ousado do que seu antecessor". Para ele, embora haja momentos em que o álbum esteja "fora de foco e sinuoso... os melhores momentos de Zooropa estão entre as músicas mais inspiradoras e recompensadoras do U2". Também em análise posterior, Peyton Thomas da Pitchfork comentou que a banda fez "um estranho híbrido de álbum ao vivo e experimento de vanguarda", dizendo também que Zooropa não foi o último movimento arriscado da banda, mas foi, provavelmente, seu último bem sucedido.
No 36.º Grammy Awards de 1993, Zooropa ganhou um prêmio na categoria de "Melhor álbum de música alternativa". Em seu discurso de agradecimento, Bono sarcasticamente zombou da caracterização de "alternativo" do álbum, usando um palavrão ao vivo na televisão: "Eu gostaria de dar uma mensagem aos jovens da América. E ela é: Nós devemos continuar a abusar da nossa posição e fod** o mainstream".

## Desempenho comercial
Zooropa se saiu muito bem comercialmente, estreando no topo das tabelas nos Estados Unidos, Reino Unido, no Canadá, Austrália, Nova Zelândia, França, Alemanha, Áustria, Suécia, e Suíça. Ele também alcançou a posição de número um na Holanda, Itália, Japão, Noruega, Dinamarca, Irlanda e Islândia. Nos Estados Unidos, o álbum teve distribuições iniciais de 1.6 milhões de exemplares, estreando na primeira posição na tabela Billboard 200, vendendo 377 mil cópias, a melhor estreia do grupo no país a esse ponto. O disco passou suas duas primeiras semanas no topo, ficando no top dez durante sete semanas. Até o final de 1993, Zooropa vendeu mais de 1.8 milhões de cópias nos Estados Unidos. Embora o álbum tivesse alcançado altas posições ao redor do mundo, ele teve uma curta estadia nas paradas de música em comparação a Achtung Baby. No total, Zooropa passou 40 semanas na Billboard 200, 57 semanas a menos que Achtung Baby. Do mesmo modo, o álbum teve estadia de 31 semanas no UK Albums Chart e teve um decréscimo de 56 semanas a partir de seu antecessor. Zooropa foi certificado 2x platina nos Estados Unidos pela Recording Industry Association of America, 3x platina na Austrália, platina no Reino Unido, 4x platina na Nova Zelândia, e no Canadá, tendo vendido cerca de 7 milhões de cópias mundialmente.

## Zoo TV Tour

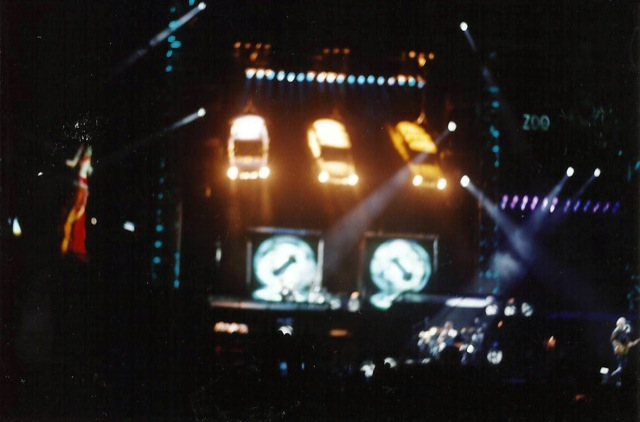
Concerto da Zoo TV Tour durante a parte "Zooropa" da excursão, onde a banda começou a tocar as músicas do álbum

A banda começou a Zoo TV Tour em fevereiro de 1992, em apoio ao álbum anterior Achtung Baby. Em contraste com os palcos austeros de turnês anteriores, a Zoo TV foi um elaborado evento de multimídia. Ela satirizou a televisão e a visão do público com excesso de estímulos, tentando incutir "sobrecarga sensorial" em sua audiência. O palco era caracterizado por grandes telas de vídeo que mostravam efeitos visuais, videoclipes aleatórios da cultura popular, e frases. Transmissões via satélite, zapeios, trotes, e vídeos confissionais foram incorporados aos shows.
O álbum Zooropa foi lançado em julho de 1993, no meio da turnê. Dos 157 concertos que a banda realizou durante a Zoo TV Tour, cerca de 30 deles foram após o lançamento de Zooropa. Muitas das canções do álbum encontraram lugares permanentes em repertórios dos shows. "Lemon" e "Daddy's Gonna Pay for Your Crashed Car" foram apresentadas com Bono e seu personagem, MacPhisto, durante o bis dos concertos da etapa Zoomerang da turnê. "Dirty Day" também foi tocada nesta etapa da turnê após o set acústico. "Numb" foi executada com Edge tocando guitarra e nos vocais, com Larry Mullen Jr. como vocal de apoio, enquanto tocava bateria. "Zooropa" foi tocada apenas três vezes e "Babyface" mais duas vezes, na mesma etapa de shows de Zooropa, mas foi cortada do repertório depois que a banda sentia que não soava bem ao vivo. "Stay (Faraway, So Close!)" foi apresentada acusticamente nas etapas Zooropa e Zoomerang.

## Legado
"As canções não são clássicas, mas elas são mais experimentais e interessantes do que canções pop clássicas. Isso é algo que não necessariamente nos importamos em fazer mais. Nós não caímos na estrada com uma música só porque é ela é incomum. Isso não é o suficiente para nós agora. Queremos algo que seja potente e algumas dessas músicas não são particularmente potentes".

— The Edge
Após o lançamento do disco, o cantor britânico David Bowie elogiou a banda, escrevendo que o U2 "pode ser só sobre shamrocks e marcos alemães para alguns, mas eu sinto que eles são uma das poucas bandas de rock tentando sugerir um mundo que vai continuar depois da próxima grande muralha — o ano 2000". Embora o disco tenha sido um sucesso, nos anos seguintes de seu lançamento, o grupo encarou-o com sentimentos conflitantes. Bono disse: "Pensei em Zooropa na época como uma obra de gênio. Eu realmente pensei que nossa disciplina pop estava combinando com a nossa experimentação e que esse foi nosso Sgt. Pepper's. Eu estava um pouco errado sobre isso. A verdade é que a nossa disciplina pop nos deixou para baixo. Nós não criamos sucessos. Não nos entregamos completamente às músicas. E o que seria o Sgt. Pepper's sem as músicas pop?". The Edge disse que não achava as músicas "potentes", afirmando ainda, "eu nunca pensei de Zooropa como nada mais do que um interlúdio... mas um grande interlúdio. De longe, nosso mais interessante". Clayton disse: "É um disco estranho e um dos meus favoritos". Em 2005, Bono afirmou que "Stay (Faraway, So Close!)" é "talvez a maior música do U2".
Ao escrever sobre Zooropa, Neil McCormick comentou: "Ele parece como uma obra menor, e geralmente o U2 não faz menor. Mas se você não vai fazer a grande declaração, você talvez virá com algo que tem o oxigênio da música pop". Em 1997, a Spin escreveu: "Zooropa levou a banda tão longe do misticismo monástico de The Joshua Tree quanto eles poderiam ir. Ele libertou o U2 de si mesmo". Edna Gundersen do jornal USA Today, disse em 2002 que "o território alienígena de Achtung Baby e Zooropa cimentou a relevância do U2 e reforçou o seu prestígio como intrépidos exploradores". Em 2011, a Rolling Stone listou-o na posição de número 61 em sua lista dos "100 melhores álbuns dos anos 1990", com Brady Gerber da mesma publicação afirmando alguns anos depois: "Zooropa foi para o número 1 e foi inicialmente um sucesso crítico, mas hoje em dia, muitas vezes é esquecido. Nem um destaque óbvio nem um claro passo em falso na discografia da banda, Zooropa é algo mais estranho — um disco do U2 muito bom, ocasionalmente ótimo e incomumente consistente, [mas] sem singles no topo das paradas".

## Lançamento de reedição
Em outubro de 2011, Achtung Baby foi relançado para comemorar seu 20.º aniversário; cópias de Zooropa foram incluídas nas edições "Super Deluxe" e "Über Deluxe" do lançamento. Continuando uma campanha do U2 para relançar todos os seus álbuns em vinil, Zooropa foi relançado em dois discos de vinil de 180 gramas em 27 de julho de 2018. Remasterizado sob a direção de The Edge, o relançamento incluiu dois remixes para comemorar o 25.º aniversário do álbum: "Lemon (The Perfecto Mix)" e "Numb (Gimme Some More Dignity Mix)". Cada cópia inclui um cartão de download que pode ser usado para resgatar uma cópia digital do álbum.

## Lista de faixas
Todas as canções escritas e compostas pelo U2, com letras de Bono, exceto onde indicado.
| Faixas da edição padrão |                                                  |                      |         |  |
| N.º                     | Título                                           | Mixado por           | Duração |  |
| 1.                      | "Zooropa"                                        | Flood                | 6:31    |  |
| 2.                      | "Babyface"                                       | Flood                | 4:01    |  |
| 3.                      | "Numb"                                           | Robbie Adams         | 4:20    |  |
| 4.                      | "Lemon"                                          | Flood                | 6:58    |  |
| 5.                      | "Stay (Faraway, So Close!)"                      | Flood                | 4:58    |  |
| 6.                      | "Daddy's Gonna Pay for Your Crashed Car"         | Flood                | 5:20    |  |
| 7.                      | "Some Days Are Better Than Others"               | Robbie Adams         | 4:17    |  |
| 8.                      | "The First Time"                                 | Flood                | 3:45    |  |
| 9.                      | "Dirty Day"                                      | Robbie Adams         | 5:24    |  |
| 10.                     | "The Wanderer" (com participação de Johnny Cash) | Flood · Robbie Adams | 5:41    |  |
| Duração total:          | Duração total:                                   | Duração total:       | 51:15   |  |

| Faixas bônus da remasterização em vinil |                                      |                                |         |  |
| N.º                                     | Título                               | Remixado por                   | Duração |  |
| 11.                                     | "Lemon" (The Perfecto Mix)           | Paul Oakenfold · Steve Osborne | 8:57    |  |
| 12.                                     | "Numb" (Gimme Some More Dignity Mix) | Rollo Armstrong · Rob D        | 8:51    |  |
| Duração total:                          | Duração total:                       | Duração total:                 | 69:05   |  |

## Paradas musicais
| País/Parada (1993)                   | Melhor posição |
| ------------------------------------ | -------------- |
| Alemanha (GfK Entertainment)         | 1              |
| Austrália (ARIA)                     | 1              |
| Áustria (Ö3 Austria)                 | 1              |
| Canadá (RPM)                         | 1              |
| Espanha (AFYPE)                      | 2              |
| Estados Unidos (Album Sales)         | 1              |
| Estados Unidos (Billboard 200)       | 1              |
| Estados Unidos (Current Album Sales) | 1              |
| França (SNEP)                        | 1              |
| Hungria (MAHASZ)                     | 7              |
| Noruega (VG-lista)                   | 3              |
| Nova Zelândia (RMNZ)                 | 1              |
| Países Baixos (MegaCharts)           | 1              |
| Reino Unido (UK Albums Chart)        | 1              |
| Suécia (Sverigetopplistan)           | 1              |
| Suíça (Schweizer Hitparade)          | 1              |
| Fim de Ano (1993)                    | Posição fixada |
| Austrália (ARIA)                     | 9              |
| Áustria (Ö3 Austria)                 | 9              |
| Suíça (Schweizer Hitparade)          | 36             |

| País/Parada (2018)            | Melhor posição |
| ----------------------------- | -------------- |
| Estados Unidos (Vinyl Albums) | 1              |

## Certificações
| Alemanha (BVMI)                                                                          | Ouro       | 250 000^   |
| Argentina (CAPIF)                                                                        | Platina    | 60 000^    |
| Austrália (ARIA)                                                                         | 3× Platina | 210 000^   |
| Áustria (IFPI)                                                                           | Ouro       | 25 000*    |
| Brasil (Pro-Música Brasil)                                                               | Ouro       | 100 000*   |
| Canadá (Music Canada)                                                                    | 4× Platina | 400 000^   |
| Espanha (PROMUSICAE)                                                                     | Platina    | 100,000^   |
| Estados Unidos (RIAA)                                                                    | 2× Platina | 2 000 000^ |
| França (SNEP)                                                                            | Platina    | 300 000*   |
| Japão (RIAJ)                                                                             | Ouro       | 100 000^   |
| Noruega (IFPI)                                                                           | Ouro       | 25 000*    |
| Nova Zelândia (RMNZ)                                                                     | 4× Platina | 60 000^    |
| Reino Unido (BPI)                                                                        | Platina    | 300 000^   |
| Suécia (GLF)                                                                             | Ouro       | 50 000^    |
| Resumo                                                                                   | Unidades   | Unidades   |
| Mundo                                                                                    | 7 000 000  | 7 000 000  |
| *vendas baseadas apenas na certificação. ^distribuições baseadas apenas na certificação. |            |            |

## Créditos
Créditos adaptados do encarte de Zooropa.
| U2 - Bono – vocal · guitarra - The Edge – guitarra · piano · sintetizador · vocal - Adam Clayton – baixo - Larry Mullen Jr. – bateria · percussão · backing vocal (faixa 3) | Performance adicional - Brian Eno – sintetizador · piano · sons de fliperama · backing vocal · loop · corda · harmônio - Des Broadbery – loop (faixas 2, 6 e 7) - Mark "Flood" Ellis – loop (faixas 6 e 10) - Johnny Cash – vocal (faixa 10) |

Técnica
- Mark "Flood" Ellis – produção  ·  mixagem  ·  engenharia de áudio
- Brian Eno – produção
- The Edge – produção
- Anne-Louise Kelly – gerente de produção
- Robbie Adams – engenharia de áudio
- Willie Mannion – engenharia de áudio  ·  assistência de mixagem
- Rob Kirwan – engenharia de áudio  ·  assistência de mixagem (faixas 1–7, 9)
- Mary McShane – engenharia de áudio  ·  assistência de mixagem (faixa 3)
- Suzanne Doyle – gerente de produção de estúdio
- Arnie Acosta – masterização de áudio
- Stewart Whitmore – edição digital
- Cheryl Engels – coordenador de pós-produção
- Terry Cromer – gravação adicional
- Julian Douglas – gravação adicional
- Steve Averill – direção de arte
- Brian Williams – design  ·  tratamentos com computador
- Shaughn McGrath – ilustração